# Пуантилізм

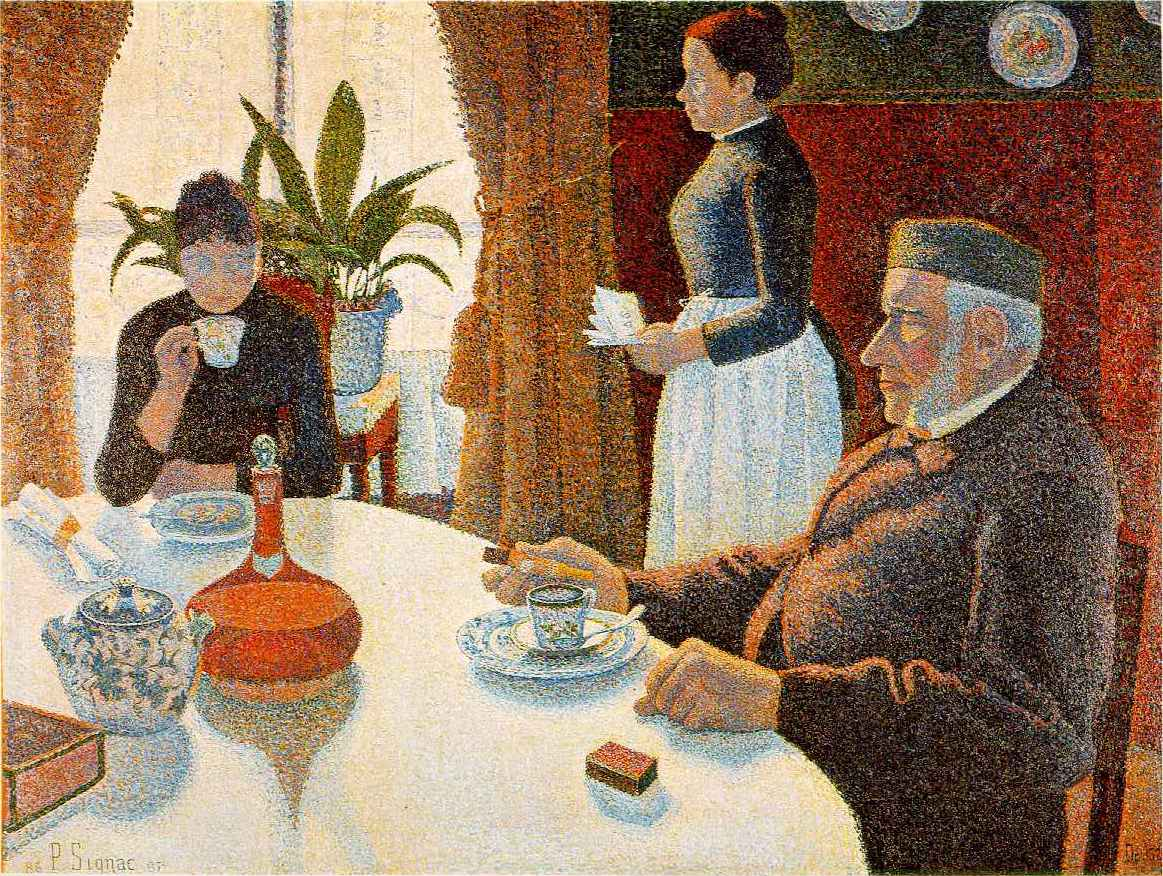
Поль Сіньяк Сніданок (1886—1887)

Пуантилі́зм (фр. pointillisme, від pointillé — «пунктир») — стиль в живописі, що належить до постімпресіонізму. Розквіт пуантилізму припадає на період між 1889 та 1910 роками.
Визначними представниками пуантилізму були такі художники, як Жорж Сера, Поль Сіньяк, Анрі Кросс, Тео ван Рейссельберге і певний час Каміль Піссарро. 

## Термін
Жорж Сера спершу хотів назвати винайдену ним техніку живопису «хромолумінаризмом» (букв., жиповис світлобарв), але зрештою обрав термін «дивізіонізм», тобто живопис поділу, відділення. Проте значно більшого поширення набув термін Поля Сіньяка «пуантилізм» (букв.: крапковий, пунктирний стиль), а також термін Фелікса Фенеона «неоімпресіонізм», який згодом визнавав і Поль Сіньяк.

## Характеристика
Типовим для пуантилізму є строго геометрична та нерідко орнаментальна композиція полотна. На противагу імпресіонізму, художник не намагається вловити реалістичний моментальний зріз реальності, а прагне до продуманої композиції. Саме такий підхід до загальної композиції картини через геометричні зв'язки, структуру й відносини світла й зображених предметів аж до складових їхніх елементів Жорж Сера називав дивізіонізмом.

## Витоки
На початку 1880-х років Жорж Сера інтенсивно вивчав нові на той час відомості з теорії кольорів. Він студіював праці Джеймса Клерка Максвелла та Огдена Ніколаса Руда., Чарлза Генрі, а особливо Ежена Шевреля про сприйняття кольорів та про адитивне поєднання кольорів. Ці нові знання були синтезовані в розробленій Жоржем Сера в 1883—1884 роках новій техніці живопису.
Ця техніка спиралася на явище так званого симультанного контрасту сусідніх кольорів. Вся картина складається з маленький регулярних мазків пензля чистими кольорами. Загальне кольорове враження від поверхні постає лише в очах того, хто роздивляється картину з певної відстані. Завдяки оптичному злиттю та адитивному змішуванню кольорів окремі кольорові точки перетворюються на обриси предметів.
Таким чином пуантилізм, у пошуках автономної картини та її власних закономірностей, відходить від принципів класичного імпресіонізму. Завдяки адитивному змішанню кольорів, фарби мають тенденцію до виявлення більшої яскравості, натомість при змішуванні фарб на палітрі, вони стають темнішими й майже неминуче перетворюются на «брудні фарби».

## Становлення техніки

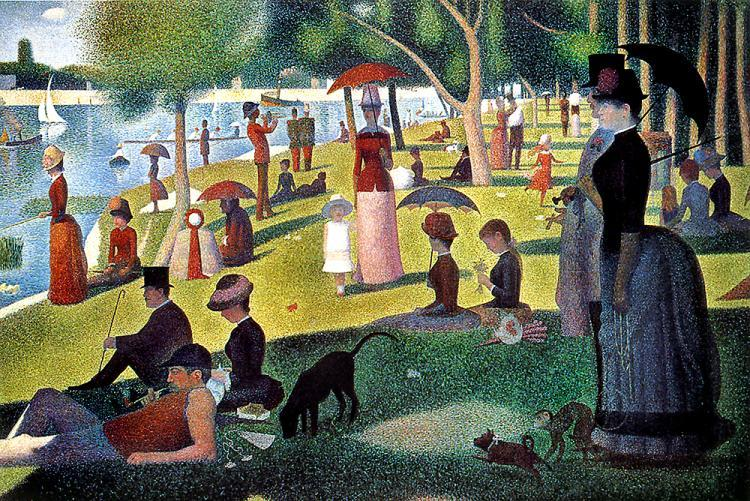
Жорж Сера, Недільне післяобіддя на острові Гранд Жатт (1884—1886)

Перше велике полотно Жоржа Сера, Купальниці біля Аньєру, мав лише окремі елементи, які можна ототожнити з пуантилізмом. Проте з погляду композиції та роздільності мазків вже тут можна побачити зародження нової техніки. Коли 1884 року це полотно не прийняли в Паризькому салоні, Сера виставив його в Салоні незалежних.
Визначальною для нового напрямку живопису стала картина «Недільне післяобіддя на острові Гранд Жатт». За жанром на картині зображена типова для імпресіонізму сцена: люди на відпочинку. Проте Сера дотримується тут продуманої композиції, орієнтуючись за головними горизонтальними та вертикальними лініями. Для Сера є важливим зобразити на картині представників різних суспільних прошарків. Художник, з нереалістичною систематикою, відтворює цих людей спереду, ззаду і в профіль. Створюється враження перенасичення реальності, святкового інсценування. Це враження посилюється тим, що Сера включає в композицію й саму раму картини.
Після смерті Сера в 1891 році, провідним теоретиком і художником пуантилізму став Поль Сіньяк.

## Перша реакція

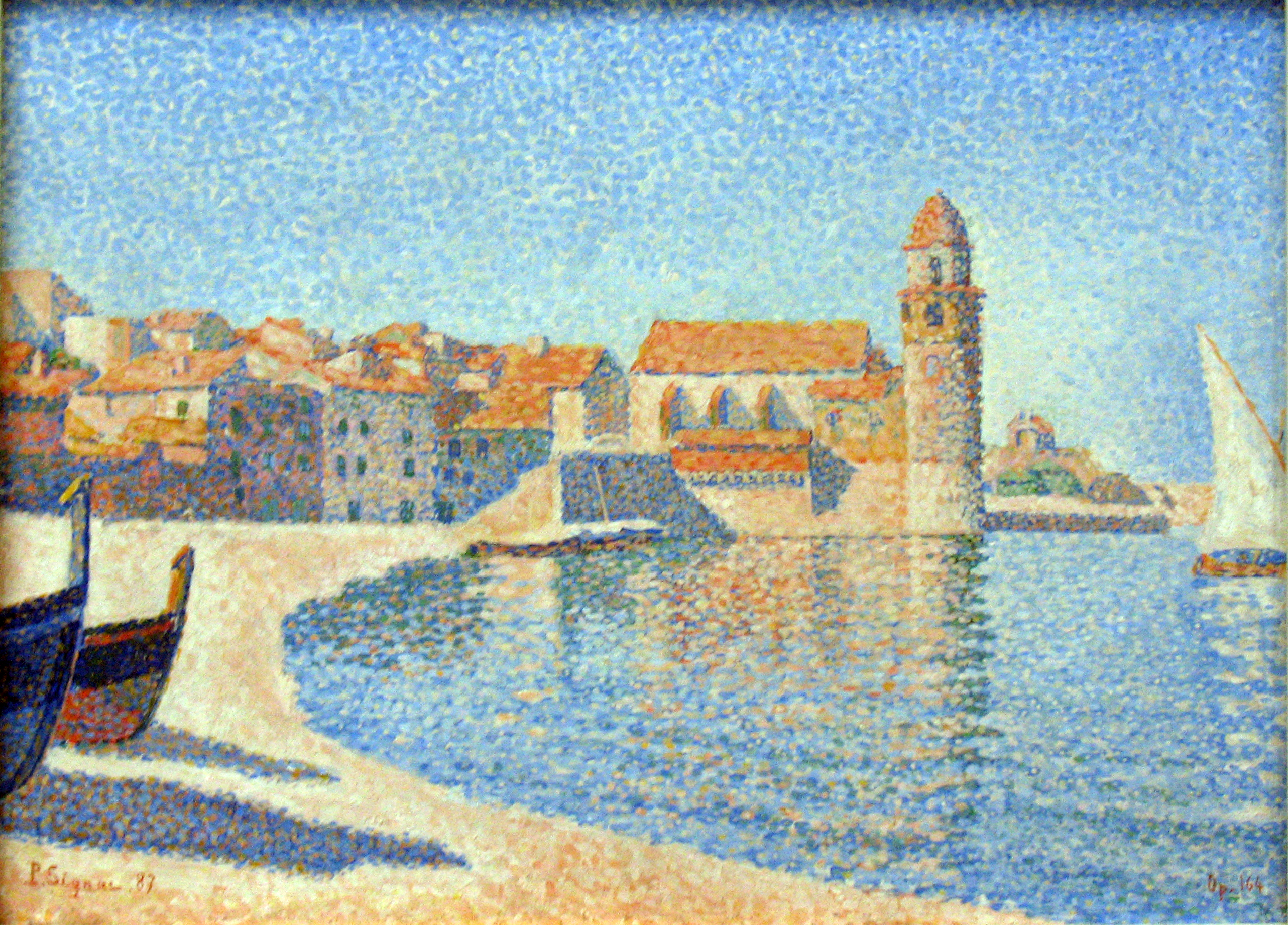
Поль Сіньяк, Вид на Колліур (1887)

Для публіки, художників та критиків мистецтва було очевидно, що йдеться про щось цілком нове в живописі. Сприйняття було суперечливим. Чимало митців були захоплені можливістю використання наукової бази для живопису. Серед тих, хто захоплювався пуантилізмом були такі митці, як Поль Сіньяк, Шарль Ангран, Анрі Кросс, Альбер Дубуа-Пілле, Лео Госсон, Луї Еє, Максиміліан Люс, Іпполіт Петіжан, у початковий період також і Каміль Піссарро, який пізніше висловолював щодо дивізіонізму деякі критичні зауваження. Прихильником пуантилізму був син Каміля Піссарро Люсьєн. Натомість інші художники, такі як Едгар Дега, відкидали цей стиль. Поль Дюран-Рюель, відомий торговець творами мистецтва та меценат імпресіоністів, висловлював своє розчарування, що Каміль Піссарро зазнав впливу своїх молодших колег якраз тоді, коли став вибудовуватися ринок імпресіоністичних полотен.
Критично налаштовані мистецтвознавці називали цей стиль конфетизмом, натякаючи на строкатість конфеті. Натомість критик Фелікс Фенеон підтримав новий стиль, вважав його перспективним і 1886 року запропонував свій термін «неоімпресіонізм». Фенеон був редактором журналу «Ревю Ендепандан» та видавцем часопису «Ревю Бланш». Він публікував у своїх часописах схвальні рецензії відомих критків про нові твори Жоржа Сера та Поля Сіньяка.

## Поширення
Важливу роль в подальшому поширенні пуантилізму відіграла заснована 1883 року бельгійська група художників «Двадцятеро» (Les XX). За короткий час вони зайняли провідне місце в малярстві Бельгії. З 1887 року вони регулярно організовували в Брюсселі виставки творів Жоржа Сера та інших пуантилістів. Молоді бельгійські художники, такі як Тео ван Рейссельберге, Генрі Клеменс ван де Вельде, Ян Тороп, Йоган Йозеф Артс та інші перейняли цей стиль. В Італії стиль пуантилізму запозичили Джованні Сегантіні, Джузеппе Пеліцца да Вольпедо та Ангело Морбеллі. У Німеччині близьким до пуантилізму був Пауль Баум. Близькою до пуантилізму була також техніка письма українського художника Бориса Михайловича Вінтенка.

## Вплив на мистецтво XX століття
Вплив пуантилізму на розвиток живопису тривалий час був недооціненим. Чимало критиків та публіка вважали його лише банальним технічним прийомом. Та насправді пуантилістична техніка привабила чимало видатних майстрів живопису, зокрема таких художників, як Піт Мондріан, Анрі Матісс, Елі Делоне, Робер Делоне, Вінсент ван Гог, Поль Гоген, які пройшли через фазу пуантилістичних експериментів. З погляду деяких істориків мистецтва це свідчить про те, що пуантилізм відіграв важливу роль у розвитку від парадигм минулих епох, предметності та наслідування реальності до таких концепцій живопису XX століття, як абстрактне малярство, конструктивізм тощо.
Історик мистецтва Роберт Розенблум вважає, що доробок Сера "може конкурувати навіть з Сезанном («can rival even Cézanne»), на його думку, Сера заглядав у минуле й у майбутнє («look far into the past and into the future»), а картина «Острів Гранд Жатт» є, за його висловом, «своєрідною Ейфелевою вежею малярства» («a kind of Eiffel Tower of painting»).